# Национальное военное кладбище собак

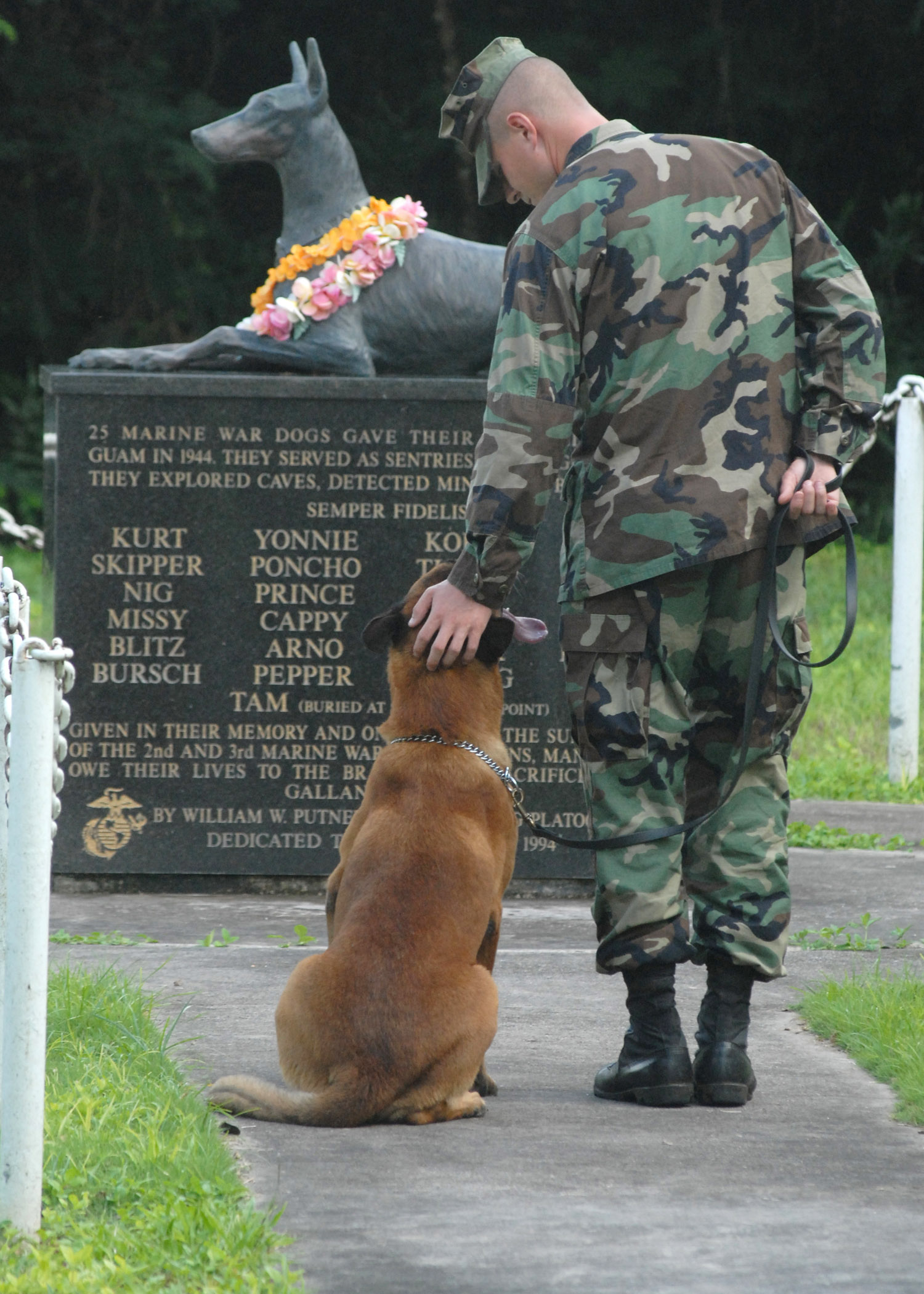
Кинолог ВМС США у Мемориала боевых собак

Национальное военное кладбище собак — памятник боевым собакам, расположенный на военно-морской базе Гуам. На кладбище отдают дань почести собакам — в основном доберманам-пинчерам, — погибшим на службе в морской пехоте США во время Второй битвы за Гуам в 1944 году.

## История
Остров Гуам, территория США с 1898 года, был захвачен японскими войсками 10 декабря 1941 года, в первые дни после вступления США во Вторую мировую войну. Гуам удерживался японцами два с половиной года, пока в июле 1944 года не высадились морские пехотинцы США, чтобы вернуть себе остров. Наряду с ними были 2-й и 3-й взводы боевых собак, которые использовались в качестве часовых и разведчиков в более чем 450 патрулях. Они исследовали систему пещер острова, обнаруживали мины и мины-ловушки, а также охраняли спящих морских пехотинцев.
В самом известном инциденте доберман по имени Курт из «Всегда верных: воспоминания о морских собаках Первой мировой войны» Уильяма У. Патни спас жизни 250 морских пехотинцев, когда предупредил их о находящихся впереди огромных силах японцев. Курт был тяжело ранен в результате последовавшего миномётного обстрела вместе со своим куратором, Алленом Джейкобсоном, который, как говорят, отказывался от лечения до тех пор, пока Курта не эвакуировали. Курт стал первым из боевых собак, убитых в бою на Гуаме. Из 60 боевых собак морской пехоты, высадившихся на Гуаме, 25 погибли там и ещё 20 были ранены.

## Памятник
Поскольку собаки погибли в ходе битвы, они были похоронены вместе с другими морскими пехотинцами в Асане, начальной точке высадки вторжения. Позже были добавлены белые надгробия, образовавшие небольшой участок на кладбище. В конечном итоге человеческие останки были возвращены в Соединённые Штаты, а к 1980-м годам могилы собак были в значительной степени забыты и заросли сорняками. Уильям Патни, который был командиром 3-го взвода боевых собак, лоббировал создание мемориала собакам и с помощью Объединённого клуба доберманов собрал средства для памятника. Памятник был открыт в Пентагоне в июне 1994 года и стал первым официальным памятником военной собаке в США. Останки и маркеры были перенесены на новое кладбище на военно-морской базе в июне 1994 года, созданное отрядом Seabee из NMCB 1. Мемориал был посвящён 21 июля 1994 года, к 50-летию битвы.
Скульптура на мемориале изображает знаменитого добермана Курта. Названный «Всегда верный», в соответствии с девизом морской пехоты, Semper fidelis, он был создан калифорнийским скульптором Сьюзен Бахари.

## Другие памятники
В Форт-Беннинге есть памятник боевым собакам в Национальном музее пехоты, установленный в 2004 году. Идентичная скульптура находится на базе ВВС Марч в Риверсайде, Калифорния.
Другие памятники-копии Гуамского мемориала в натуральную величину были установлены в следующих местах:
- 1998 — Колледж ветеринарной медицины Университета Теннесси[2][11]
- 2001 — Исследовательский центр морской пехоты Альфреда М. Грея, университет и конференц-центр морской пехоты в Куантико, Виргиния[11]
- 2005 — Столетний сад в Колледже ветеринарной медицины Обернского университета, Оберн, Алабама[11]
- Музей собак AKC в Сент-Луисе, штат Миссури[11]

Джон Бурнам, кинолог во время войны во Вьетнаме, успешно собрал средства для Национального памятника военным собаководам на базе ВВС Лакленд, где с 1958 года дрессируют военных собак.